# Taneyville
Taneyville est un village situé au nord du comté de Taney, dans le Missouri, aux États-Unis,. Il est incorporé en 1900.

## Démographie
Lors du recensement de 2010, le village comptait une population de 396 habitants. Elle est estimée, en 2016, à 391 habitants.

### Source de la traduction
- (en) Cet article est partiellement ou en totalité issu de l’article de Wikipédia en anglais intitulé « Taneyville, Missouri » (voir la liste des auteurs).